# Rondini sul filo
Rondini sul filo è un romanzo dello scrittore italiano Michele Mari.

## Trama
Il romanzo è un lungo monologo di un narratore che ha molto in comune con l'autore, non solo il nome ma anche le vicende di vita: studioso di letteratura italiana, scrittore, trapiantato da Milano a Roma, solitario e discretamente misantropo.
Il monologo racconta della maniacale gelosia che attanaglia il narratore; egli non è però geloso di qualche attuale amante della sua compagna (chiamata col soprannome di Mazzafirra, dal nome dell'amante del pittore Cristofano Allori, cui la co-protagonista di Rondini pare somigliare); la gelosia del narratore è in realtà scatenata dagli ex-amanti della sua donna, un ragazzo per bene di nome Wolmer, e poi un giovane "borgataro" di nome Vito.
La morbosa gelosia del protagonista raggiunge l'acme quando scopre che la sua compagna gli ha a lungo celato una relazione con un faccendiere romano, un personaggio losco attivo nel settore edilizio, impegnato in giri di tangenti e mediazioni poco chiare, che nel romanzo viene chiamato N.N. Il narratore è colto da una gelosia tanto più violenta e lacerante quanto più NN gli sembra degno di totale disprezzo, perché uomo grossolano, ignorante, vanesio, godereccio e disonesto.
Il monologo del narratore ricostruisce a pezzi e bocconi, disordinatamente, la relazione tra la sua compagna ed NN, che si svolge a Roma nella prima metà degli anni Ottanta, in piena epoca di edonismo craxiano. Mari riesce in tal modo a ricostruire minuziosamente il vissuto di quegli anni a partire dalle maniacali indagini del narratore, intenzionato a ricostruire ogni minimo dettaglio del passato della propria compagna.

## Stile
La prosa di Mari in questo romanzo riproduce deliberatamente il tipico monologare destrutturato del romanziere francese Louis-Ferdinand Céline, in particolar modo nelle sue opere finali (Trilogia del Nord), dove il testo è continuamente interrotto dai caratteristici punti di sospensione. Mari ricorre spesso a vocaboli desueti e presi dalla lingua letteraria del Settecento e Ottocento italiano, che ben conosce, nonché a innumerevoli citazioni dagli autori più svariati; ma a questo linguaggio "alto" contrappone spesso frasi e vocaboli della lingua parlata del tutto realistici e attuali. È un modo di mettere a contrasto il mondo colto e raffinato del narratore con la vita quotidiana del suo antagonista virtuale NN.

## Riconoscimenti
- Rondini sul filo, ha meritato il Premio Vittorini[2], il Premio Procida-Elsa Morante[3] ed è stato finalista al Premio Bergamo.[4]